# Jean Cinquarbres
Jean III (de) Cinquarbres, ou Jean (de) Cinq-Arbres, de son nom latin  Johannes Quinquarboreus, né à Aurillac vers 1514 et mort en 1587, est un hébraïsant français.
Il est fils d'un notable d'Aurillac : Jean II (de) Cinquarbres (1486-1573) - marchand, bourgeois et consul d'Aurillac - et d'Agnès de Labroha ou de La Broue.
Les armoiries de la famille Cinquarbres sont : d'or, à 5 arbres arrachés de sinople posés en sautoir.

## Biographie
Il fut élève boursier au collège Fortet de Paris, dont il fut plus tard le directeur. Fondé par un de ses aïeux - l'aurillacois Pierre II de Fortet au XIVe siècle - ce collège, situé dans l'actuelle rue Valette (5e arrondissement de Paris) accueillait des boursiers du diocèse de Saint-Flour. 
Jean III Cinquarbres étudia les langues orientales auprès de François Vatable et devint en 1554 professeur d'hébreu et de syriaque au Collège royal (actuel collège de France), dont il mourut doyen en 1587. 
Il composa en 1546 une grammaire hébraïque qui connut au XVIe siècle de nombreuses ré-éditions. Il publia ensuite une traduction en latin du Targum Jonathan de Jonathan ben Uzziel, une édition révisée et annotée de la traduction de l’Évangile de Matthieu par Sebastian Münster, une édition annotée de la Table sur la grammaire hébraïque de Nicolas Clénard, et enfin une traduction latine de plusieurs textes d'Avicenne.
En 1585, il participa avec ses collègues royaux à une pétition de soutien au professeur de mathématiques et médecin Henri de Monantheuil, par la publication d'un  placet présenté au Roy pour le rétablissement dudit Monanthueil, on y trouve également les signatures de Louis Duret, Nicolas Goulu, Jean Passerat, Jean Pelerin, Gilbert Genebrard, Jacques Helias.

## Publications
- De Re grammatica Hebraeorum opus (1546) (lire en ligne)
- Targum, seu Paraphrasis Caldaica in Lamentationes Jeremiae prophetae (1549)
- Sanctum Domini Nostri Jesu Christi hebraicum Evangelium secundum Matthaeum (1551)
- Institutiones in linguam hebraïcam, sive Epitome operis de re grammatica Hebraeorum (1559)
- Tabula in grammaticen hebraeam, authore Nicolao Clenardo, a Johanne Quinquarboreo repurgata et annotationibus illustrata (1559)
- Avicennae. Libri tertii fen secunda, quae latine ex synonymo hebraïco Ophan reddi potest : intuitus, sive rotundus sermo secundus, qui est de aegritudinibus nervorum, tractatu uno contentus, ad fidem codicis hebraïci latinus factus (1570) (lire en ligne)

## Sources
1. ↑   Le site du corpus Etampois

- Sources biographiques : Hugh James Rose, A New General Biographical Dictionary, B. Fellowes et al., London, vol. X1, 1853, p. 267.
- Sources bibliographiques : Bibliothèque nationale de France.